# جيوس سكورديليس
جيوس سكورديليس (باليونانية: Γάιος Σκορδίλης)‏ مواليد 6 ديسمبر 1987 في كورفو، هو لاعب كرة سلة يوناني. بدأ مسيرته الاحترافية في سنة 2006. يحمل الرقم 20. يبلغ طوله 6 قدم 10 بوصة (2.1 م). حقق المركز الثاني في كرة السلة في ألعاب البحر الأبيض المتوسط 2009.

## المسيرة الاحترافية
لعب مع نادي أريس لكرة السلة من سنة 2006 إلى 2011، ثم لعب مع نادي باناثينايكوس لكرة السلة في موسم 2012–2013، ثم لعب مع نادي بانيونيس لكرة السلة في موسم 2013–2014.

## الإنجازات
- كأس اليونان لكرة السلة الفوز: (2013)
- الدوري اليوناني لكرة السلة : (2013)

## روابط خارجية
- جيوس سكورديليس على موقع الاتحاد الدولي لكرة السلة (الإنجليزية)
- جيوس سكورديليس على موقع الدوري الأوروبي لكرة السلة (الإنجليزية)
- جيوس سكورديليس على موقع كرة السلة الأوروبية.كوم (الإنجليزية)
- جيوس سكورديليس على موقع ريلجم (الإنجليزية)
- جيوس سكورديليس على موقع بروبوليرز (الإنجليزية)
- جيوس سكورديليس على موقع سبورتس رفرنس (الإنجليزية)